# Pogoanele
Pogoanele város Buzău megyében, Munténiában, Romániában.

## Fekvése
A megye déli részén helyezkedik el.

## Népesség
A nepesség számának alakulása:
- 1992 - 7768 lakos
- 2002 - 7795 lakos

## Gazdaság
A lakosság nagy része a mezőgazdaságban dolgozik.

## Hírességek
- Ion A. Rădulescu-Pogoneanu - (1870 - 1945) - pedagógus, a Román Akadémia tagja

## Külső hivatkozások
- A város honlapja